# Raça mediterrânea

Irlandês de tipo mediterrâneo; excerto da obra Men, Past and Present (1899), de Augustus Henry Keane.

A raça mediterrânea é uma das sub-raças em que a raça caucasiana era categorizada por grande parte dos antropólogos de finais do século XIX até meados do século XX.
As principais características da raça mediterrânea eram descritas como: Cabelo castanho escuro, olhos castanhos escuros, pele oliva, cabelos lisos ou ondulados, estatura baixa  a média e com musculatura braçal e peitoral aparente a partir da adolescência, alta facilidade de bronzeamento em mudanças climáticas e diferentes estações, entre outras características. De acordo com várias definições, é considerada predominante na Europa meridional, Bálcãs, Levante e em certas partes das Ilhas Britânicas (sobretudo no País de Gales), Alemanha, Europa e Ásia Central, Cáucaso, Norte da África, Pérsia e Subcontinente Indiano.
A raça mediterrânea  foi dividida em vários subtipos por diferentes autores, como os "atlanto-mediterrâneos", predominantes na costa atlântica da Península Ibérica e que se caracterizam geralmente pelo grande porte e estatura média ou alta, o que é menos comum nos mediterrâneos comuns, provavelmente devido ao contato com a raça nórdica.